# Paul Levi

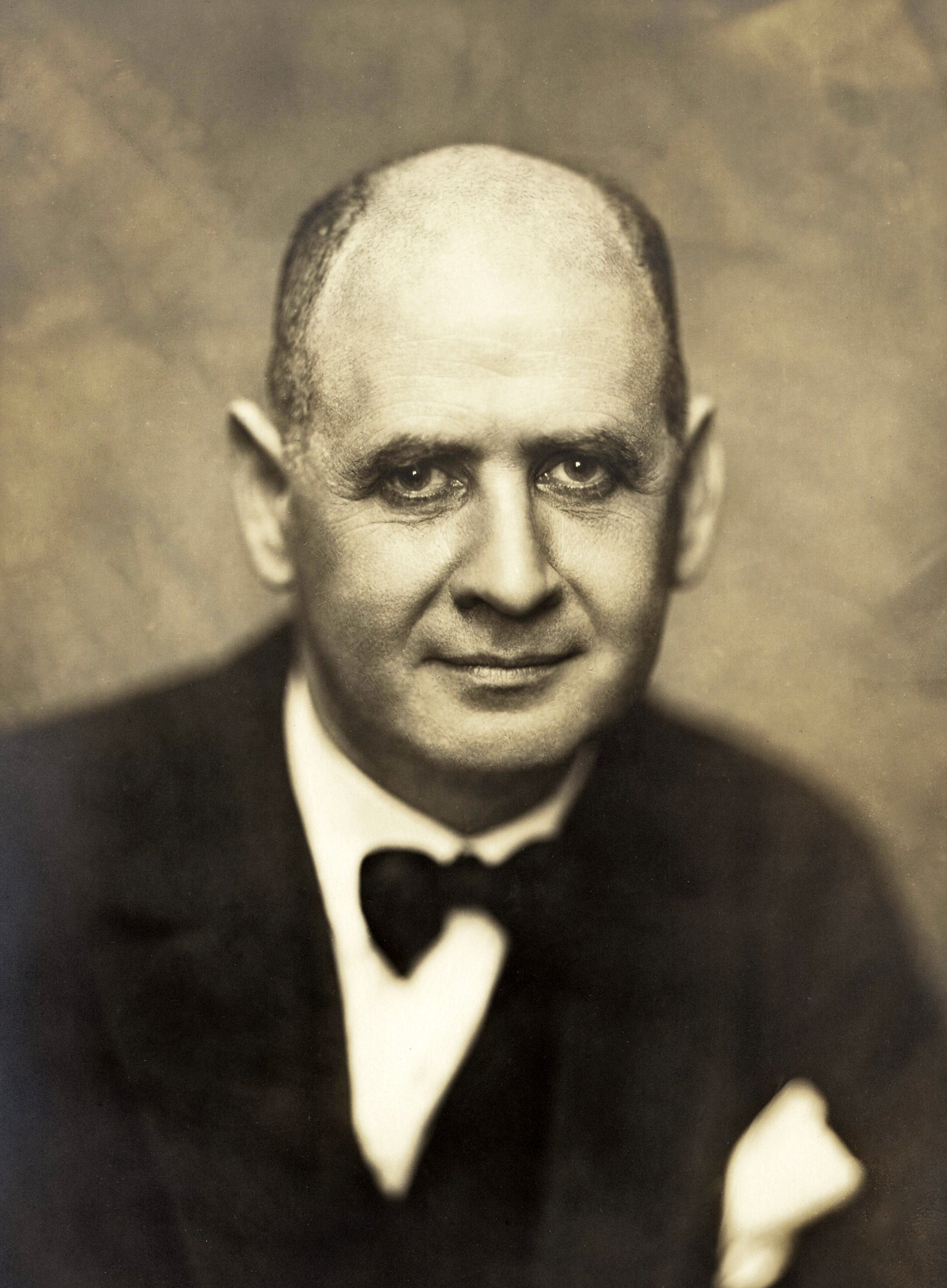
Paul Levi (1920 bis 1925)

Paul Levi (* 11. März 1883 in Hechingen; † 9. Februar 1930 in Berlin) war ein deutscher Rechtsanwalt und linkssozialistischer Politiker. Neben Rosa Luxemburg, Karl Liebknecht u. a. war er einer der Mitbegründer der KPD und war von März 1919 bis 1921 deren Vorsitzender gewesen, bevor er aufgrund innerparteilicher Differenzen aus der Partei ausgeschlossen wurde, darauf in die USPD ging und wenig später wieder in die SPD zurückkehrte.

## Leben
Paul Levi entstammte einer bürgerlich-liberalen jüdischen Familie aus dem hohenzollerschen Hechingen. Er schloss 1905 sein Jurastudium (Berlin, Heidelberg, Grenoble) mit einer Promotion zum Thema Das Verhältnis von Verwaltungsbeschwerde und Verwaltungsklage ab und ließ sich 1909 als Anwalt in Frankfurt am Main nieder. Im gleichen Jahr trat Levi, der sich seit seiner Gymnasialzeit als Sozialist verstand, der SPD bei. Er rechnete sich deren linkem Flügel zu.
1913 verteidigte Levi Rosa Luxemburg gegen den Vorwurf der „Aufreizung von Soldaten zum Ungehorsam“ vor Gericht. 1914 war er kurzzeitig mit Luxemburg liiert. Während des Ersten Weltkriegs schloss er sich der innerparteilichen revolutionären „Spartakusgruppe“ an, die ab 1917 im Rahmen der USPD die Burgfriedenspolitik der reformistischen Mutterpartei unter Friedrich Ebert bekämpfte.

### KPD
Levi gehörte mit Luxemburg und Karl Liebknecht zu den Gründern der aus dem Spartakusbund und anderen linksrevolutionären Gruppen am Jahreswechsel 1918/19 konstituierten KPD. Als Nachfolger des am 10. März 1919 ermordeten Leo Jogiches übernahm er deren Vorsitz. Auf dem Heidelberger Parteitag im Oktober 1919 setzte er die Beteiligung der Partei an Wahlen durch. Sein rigider Kurs gegen die Mehrheit der Parteimitglieder führte zur Abspaltung der KAPD und zur Konstituierung des Rätekommunismus. Andererseits ermöglichte er 1920 die Vereinigung mit großen Teilen der USPD zur VKPD. Levi lehnte die so genannte „Offensivstrategie“ ab, die in der Leitung der VKPD im Februar 1921 eine von Komintern-Vertretern unterstützte Mehrheit fand. Er trat Ende Februar vom Vorsitz der VKPD zurück.
In der Broschüre Unser Weg. Wider den Putschismus kritisierte Levi die putschistische Taktik der KPD beim Märzaufstand 1921 öffentlich. Nachdem er diese Kritik an der deutschen und der internationalen Leitung der Kommunisten aufrechterhalten hatte, wurde er auf Betreiben der Mehrheit der Komintern-Führung um Sinowjew aus der KPD ausgeschlossen. Lenin, Vorsitzender des Rates der Volkskommissare, der Regierung der Sowjetunion, bedauerte, dass Levi als „Abweichler“ geendet sei: „Levi hat den Kopf verloren. Er war allerdings der einzige in Deutschland, der einen zu verlieren hatte.“ Levi und andere aus der VKPD Ausgeschlossene und Ausgetretene wie Ernst Däumig schlossen sich zur Kommunistischen Arbeitsgemeinschaft (KAG) zusammen.
In diesem Zusammenhang veröffentlichte Levi auch die zuvor unbekannte Schrift Rosa Luxemburgs Die Revolution in Russland, die sie im September und Oktober 1918 im Gefängnis verfasst hatte. Darin stand ihre scharfe Kritik an den Bolschewiki: „Freiheit ist immer Freiheit der Andersdenkenden.“ In Reaktion auf diese Kritik am Kaderkonzept Lenins wurde Luxemburg von Stalin später des „Spontaneismus“ bezichtigt.

### Zurück in die SPD
Über die Rest-USPD, der die KAG im Frühjahr 1922 beitrat, kehrte Levi nach deren teilweiser Vereinigung mit der MSPD 1922 in die SPD zurück. Dort war er eine der wichtigsten Persönlichkeiten des linken und marxistischen Flügels.
Er gab ab 1923 eine eigene Korrespondenz heraus: die Sozialistische Politik und Wirtschaft. Diese ging 1928 in der Zeitschrift Der Klassenkampf auf, deren Redaktion Levi bis zu seinem Tod angehörte.
1924 rief er gemeinsam mit anderen Marxisten die Sozialwissenschaftliche Vereinigung (SWV) ins Leben, einen parteiunabhängigen Verein, dessen Ziel die Diskussion und Weitervermittlung marxistischer Ansätze war. Daraus ging auch die Organisation Rote Kämpfer hervor.
Viele der politischen Freunde Levis schlossen sich 1931 der SAPD an. Levi blieb Mitglied des Reichstages, widmete sich aber besonders der Aufklärung der Morde an Luxemburg und Liebknecht trotz der damit verbundenen Lebensgefahr. Aber so kultiviert und ehrgeizlos Levi war, Furcht kannte er nicht. Als brillanter Redner war er bei seinen Gegnern vor Gericht wie im Parlament gefürchtet. Er war aber ein Mann zwischen den Fronten und etwas snobistisch. Der Studebaker, die beiden Windspiele, die kostbaren Truhen – ich hätte ihn gern ein bisschen asketischer, schreibt Walter Jens, aber das gibt er nicht her.
1930 bereitete sich Levi auf einen Revisionsprozess zu einer Beleidigungsklage von Paul Jorns, dem ermittelnden Staatsanwalt im Mordfall Luxemburg und Liebknecht im Jahr 1919, gegen Josef Bornstein vor, den leitenden Redakteur der Zeitschrift Das Tage-Buch. In einer Nummer hatte der Journalist Berthold Jacob anonym unter dem Titel „Kollege Jorns“ einen Artikel gegen die Machenschaften von Jorns veröffentlicht, in dem der Staatsanwalt der „Verschleppung der Ermittlungen und der Vertuschung der Morde“ bezichtigt wurde. In erster Instanz hatte Levi einen Freispruch des angeklagten Journalisten erwirkt und durch Akteneinsicht neue Informationen über die Vertuschung der Morde an Luxemburg und Liebknecht bekommen.

## Lebensende

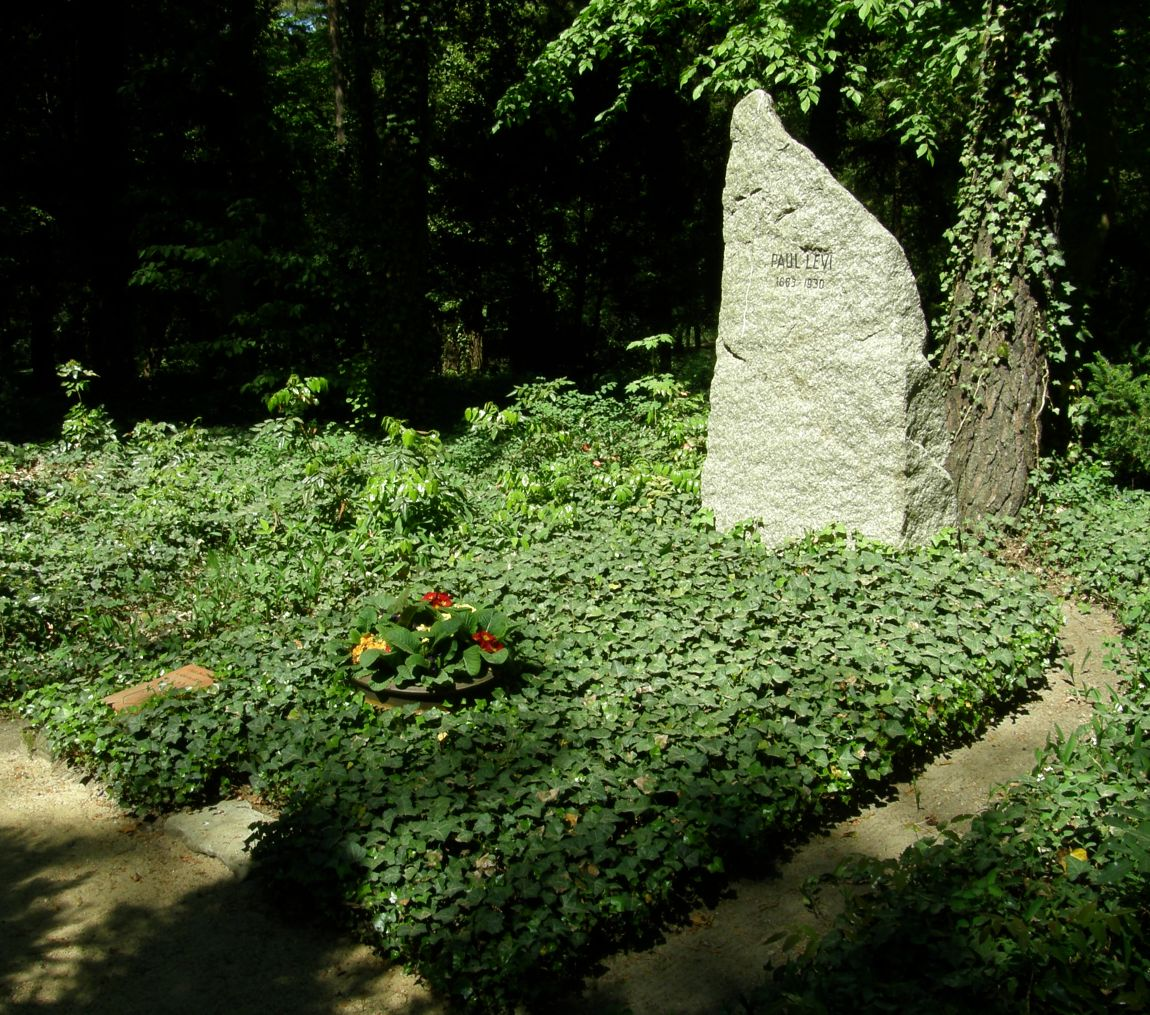
Paul Levis Grab auf dem Wilmersdorfer Waldfriedhof

Anfang Februar 1930 erkrankte er an einer fiebrigen Lungenentzündung. Am 9. Februar stürzte er unter ungeklärten Umständen aus dem Fenster seiner Dachgeschosswohnung am Lützowufer 37 in Berlin und erlag seinen Verletzungen.
Karl Retzlaw, der ihn einen Tag vor seinem Tod besucht hatte, schrieb in seiner Biografie: „Die Wohnung hatte Levi ausbauen lassen, so auch ein schmales hohes Fenster, das nach Pariser Art bis zum Fussboden hinunterging, und das sich nur nach aussen öffnen liess. Davor war ein nur kniehohes Gitter. Ich bin überzeugt, dass der Unfall passierte, als Levi das Fenster öffnen wollte, er bekam wahrscheinlich einen Schwindelanfall und stürzte in die Tiefe.“
Im Reichstag wurde seiner mit einer Gedenkminute gedacht, wozu die Abgeordneten sich erhoben. Die Mitglieder der KPD- und der NSDAP-Fraktion verließen dabei demonstrativ den Saal.
Paul Levi wurde auf dem Wilmersdorfer Waldfriedhof Stahnsdorf beigesetzt. Sein Grab wird als Ehrengrab des Landes Berlin geschützt. Es ist dem Feuilletonisten Heinz Knobloch (1926–2003) zu verdanken, dass sich das Land Berlin zu dieser Ehrung entschlossen hat, denn auf Bitten von Kurt Herz, dem in den USA lebenden Neffen von Paul Levi, legte Heinz Knobloch zum 9. Februar 1990, Levis 60. Todestag, ein Blumengebinde mit einer schwarz-rot-goldenen Schleife auf seine Grabstätte. Um eine Einebnung oder Umbettung Levis vom Stahnsdorfer Wilmersdorfer - Friedhof auf die Gedenkstätte der DDR in Friedrichsfelde zu verhindern, entschloss sich Heinz Knobloch zum Ankauf der Grabstätte und ließ diese wieder in einen ordentlichen Zustand versetzen. Seiner Anregung folgend, nahm das Land Berlin dann 1993 die Grabstätte in ihre Liste der Ehrengräber auf. Siehe auch Jochen Staadt: Unersättliches Bedürfnis nach Gerechtigkeit. Paul Levis Schriften. Bd. 41 Nr. 41 (2017).

## Werke
- Das Verhältnis von Verwaltungsbeschwerde und Verwaltungsklage, Buchdruckerei von Karl Rössler, Heidelberg 1905. (Digitalisat)
- Unser Weg. Wider den Putschismus, Seehof, Berlin 1921.
- Was ist das Verbrechen? Die Märzaktion oder die Kritik daran? Rede auf der Sitzung des Zentralausschusses der VKPD am 4. Mai 1921, Seehof, Berlin 1921. (marxismus-online.eu)
- Sachverständigen-Gutachten und was dann? Zur innen- und außenpolitischen Orientierung, Zentralvertrieb zeitgeschichtlicher Bücher G.m.b.H., Berlin 1924. (Digitalisat)
- Der Jorns-Prozess. Rede des Verteidigers Paul Levi nebst Einleitung, Internationale Verlags-Anstalt, Berlin 1929.
- Charlotte Beradt (Hrsg.): Zwischen Spartakus und Sozialdemokratie. Schriften, Aufsätze, Reden und Briefe, Europäische Verlagsanstalt, Frankfurt am Main 1969.
- David Fernbach (Hrsg.): In the Steps of Rosa Luxemburg. Selected Writings of Paul Levi. Brill, Leiden und Boston 2011, ISBN 978-90-04-19607-0.
- Gesammelte Schriften, Reden und Briefe. Band II/1 und II/2: Ohne einen Tropfen Lakaienblut. Zeitschrift Sozialdemokratie, Sozialistische Politik und Wirtschaft. Nachdruck der Zeitschrift SPW, hrsg v. Jörn Schütrumpf, Karl Dietz Verlag, Berlin 2016.
- Gesammelte Schriften, Reden und Briefe. Band I/1 und I/2: Ohne einen Tropfen Lakaienblut. Spartakus. Hrsg. v. Jörn Schütrumpf, Karl Dietz Verlag, Berlin 2018.
- Gesammelte Schriften, Reden und Briefe. Band I/3 und I/4: Ohne einen Tropfen Lakaienblut. Spartakus. Hrsg. v. Jörn Schütrumpf, Karl Dietz Verlag, Berlin 2020.
- Gesammelte Schriften, Reden und Briefe Band II/3. Ohne einen Tropfen Lakaienblut. Sozialdemokratie.  Hrsg. v. Jörn Schütrumpf, Karl Dietz Verlag, Berlin 2022.
- Rosa Luxemburg, Paul Levi: Die Russische Revolution. Neuausgabe einer viel zitierten, aber selten gelesenen Schrift. Herausgegeben und eingeleitet von Jörn Schütrumpf, VSA Verlag, Hamburg 2022, ISBN 978-3-96488-146-5.